# رایان بوترایت
رایان جیمز بوترایت (انگلیسی: Ryan Jamar Boatright؛ زادهٔ ۲۷ دسامبر ۱۹۹۲) بازیکن بسکتبال ارمنستانی آمریکایی الاصل در پست پوینت گارد که عضو تیم ملی بسکتبال ارمنستان می‌باشد و هم اکنون در باشگاه بسکتبال شهرداری گرگان بازی می‌کند.